# Ingram Barge Company

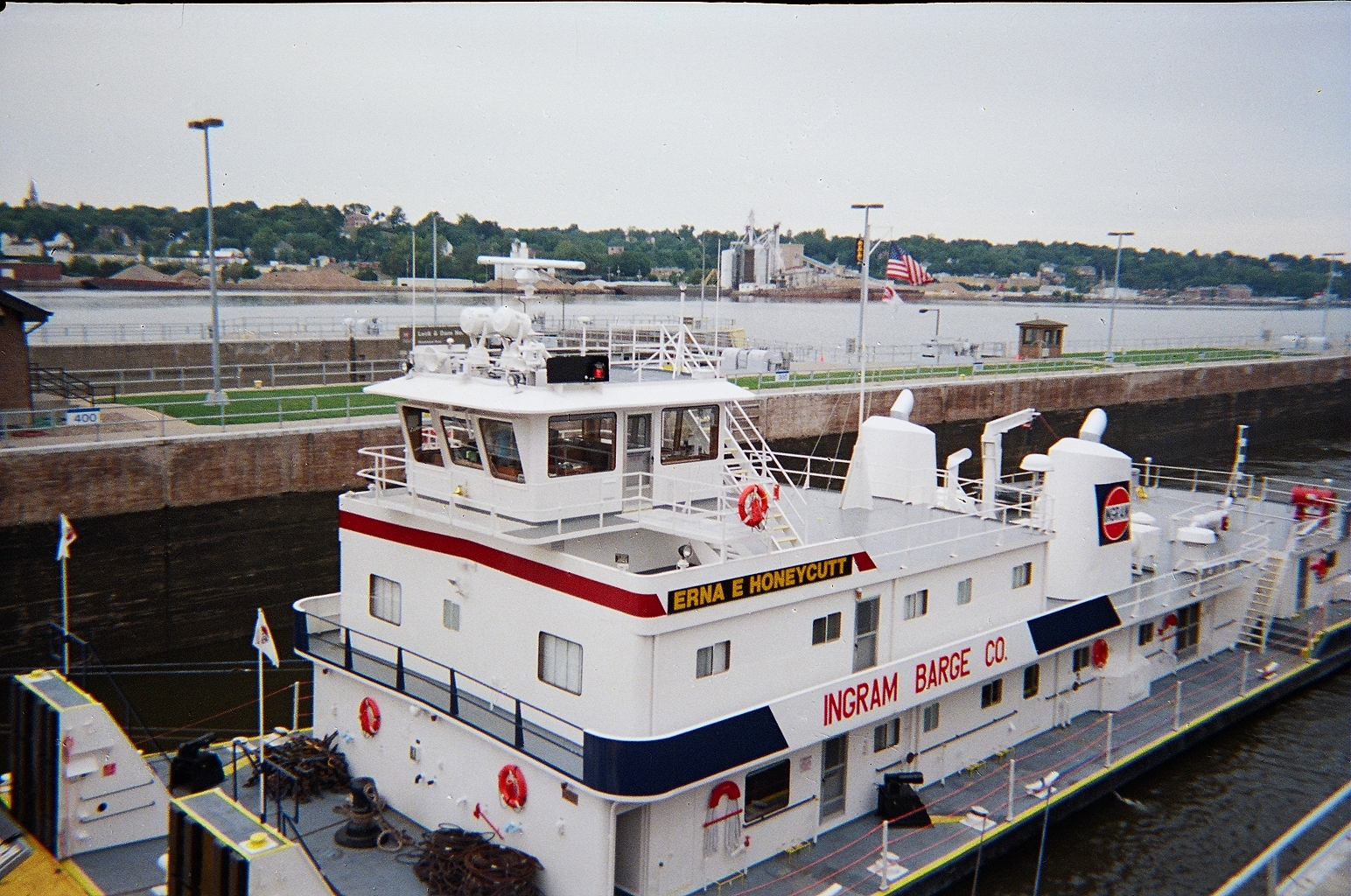
Schubboot von Ingram im Lock and Dam No. 15

Die Ingram Barge Company ist eine amerikanische Reederei, die zu Ingram Industries gehört. Von 1993 bis 2014 leitete Craig E. Philip das Unternehmen. Seitdem steht mit Orrin H. Ingram wieder ein Angehöriger der Gründerfamilie an der Spitze.
Die Ingram Barge Company betreibt mit 3.796 Schuten für Trockengüter die größte Flotte dieser Art in den USA.